# Hongqi
Hongqi (čínsky: 红旗; pinyin: Hóngqí) je čínská značka luxusních automobilů vlastněná automobilkou FAW Car Company, která je sama dceřinou společností FAW Group. Podnik Hongqi byl založen v roce 1959, což z něj činí nejstarší čínskou značku osobních automobilů. V čínštině hongqi znamená „rudý prapor“.
Původně byly vozy Hongqi vyráběné pouze pro vysoce postavené vládní úředníky. Jejich výroba byla ukončena v roce 1981, ale později byla obnovena v polovině 90. let.